# 富岩運河

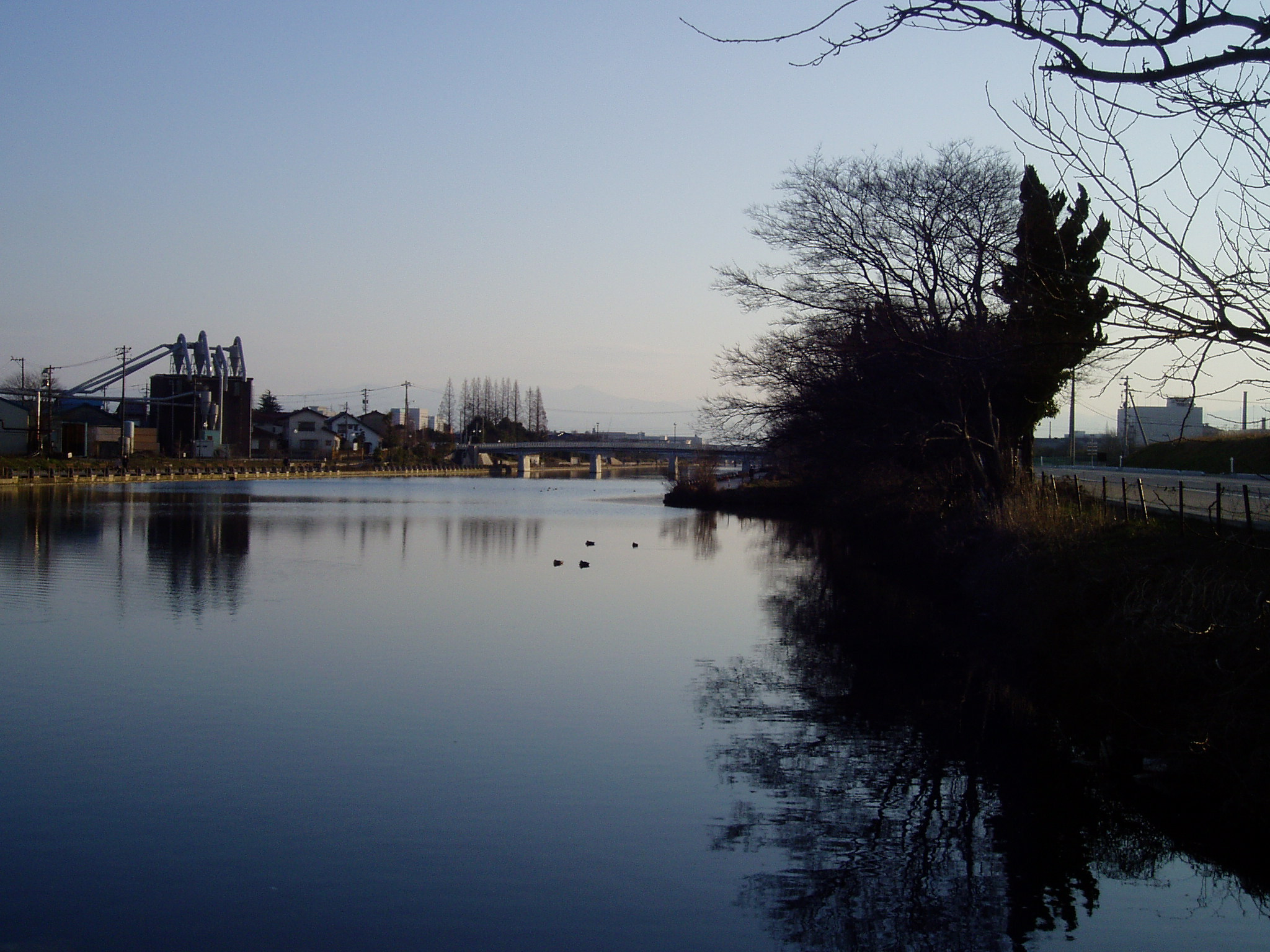
富岩運河 2008年3月10日撮影

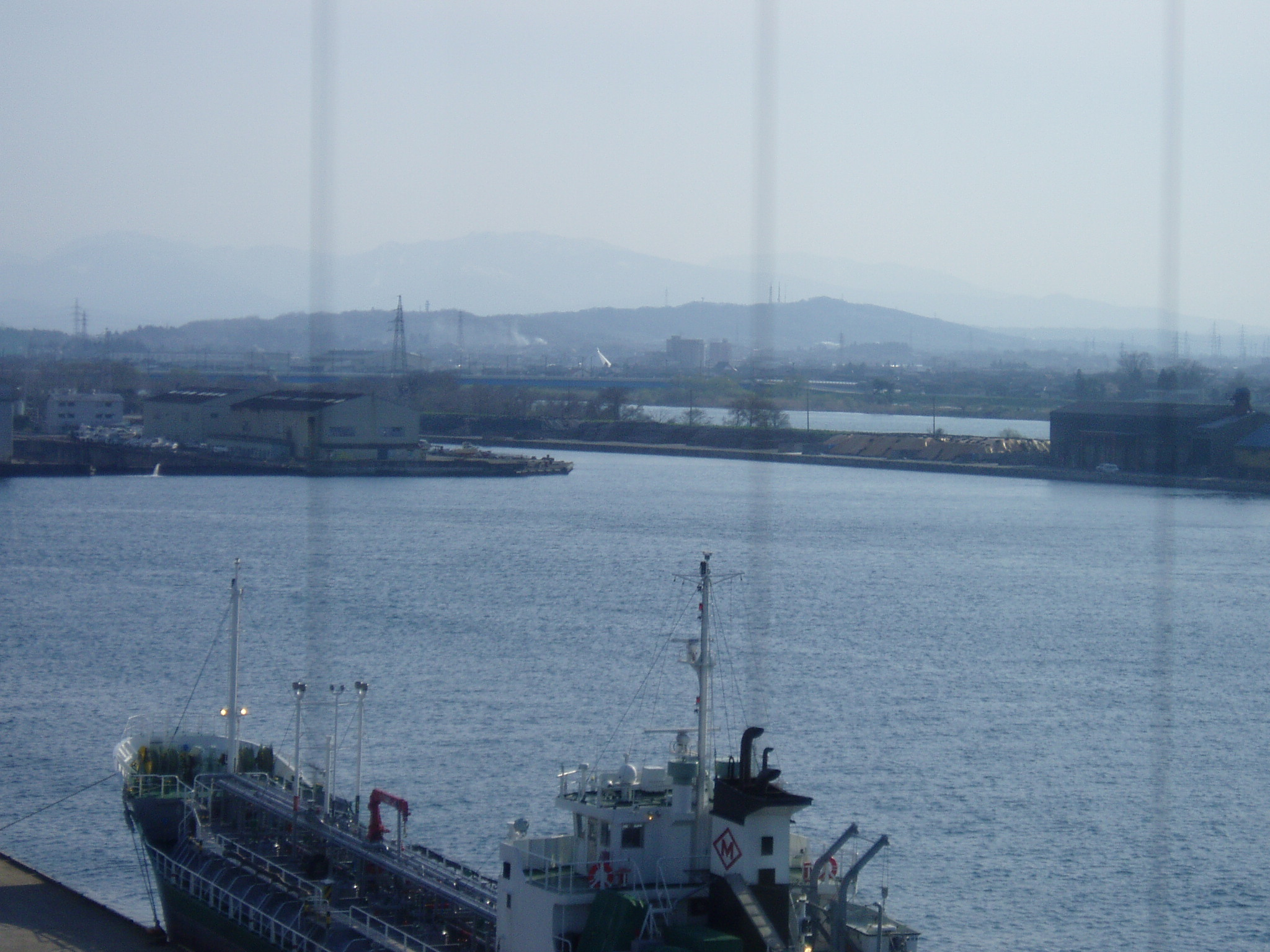
富山港に流れ込む富岩運河。奥は神通川である。富山港展望台から撮影。

富岩運河（ふがんうんが）は、神通川下流の東岸に沿って位置し、富山湾の富山港〔岩瀬港〕（富山市岩瀬）から富山市湊入船町までをつなぐ運河である。神通川また、富山県道30号富山港線や富山地方鉄道富山港線とほぼ平行に流れている。

## 地理
富山市中心部、富山駅北側の湊入船町にある富岩運河環水公園から流れ始め、中島閘門までは工場や住宅地の間を流れる。中島閘門を過ぎると住宅地や工場や木材などの資材置き場、日本海ガスのガス貯蔵庫などがあり、途中で住友運河と合流する。萩浦小橋を過ぎると右岸には工場、左岸は神通川の堤防が続く。富山港付近になると港湾関係の施設が続き、富山港（富山湾）に流れ出る。

## 歴史
江戸時代、現在の富山港には他の地方からの船舶が多く停泊していて岩瀬地区では古くから商業が盛んであった。しかし、岩瀬地区から富山城のある富山市中心部までは遠くて不便であった。さらに明治時代に入ると資材の運搬が盛んになり、岩瀬地区と富山市中心部を結ぶ水運が不可欠となった。
1918年9月、東岩瀬町の有志が富岩運河達成を期して富山市の有志と協議したのを皮切りに、1919年5月。富岩運河株式会社を組織、1925年7月には、個人会社経営事業に内定された。
1928年、当時内務省の技師であった赤司貫一（1890年 - 1954年）が立案した計画をもとに富山の都市計画事業が決定する。赤司が立案した計画は、当時はばらばらに整備するのが一般的だった運河、区画整理、街路や公園の整備を同時に行う画期的な計画だった。この計画に当時の内務省幹部は「日本初の試みだ。」と賞賛した。
1930年6月に失業者対策として工事は着工し、同年9月に運河開設第一期工事地鎮祭が挙行された（全体の地鎮祭と起工式は都合で延期となり、東岩瀬港〔現・富山港〕の修築工事と同じ1931年6月12日に挙行された。）。この工事ではエキスカベーターという掘削機が使用されていた。そして、1934年に、整備は完成し、1935年1月31日に竣工（総事業費は177万円）、同年4月に運航が開始された。この工事で削り取られた130万m3の土砂は富山市市街地で曲がっていた神通川の馳越（はせこし）工事による廃川地の埋め立て工事と富山港修築工事に利用された。
戦前は木材や貨物などを運ぶために敷設された富岩鉄道（現在の富山地方鉄道富山港線）や安い電力、広い工業用地などで流域には多くの工場が建設された。これによって富山の工業は発達した。
しかし戦後は、電力料金の高騰や上流の水質悪化、住宅地建設、などで立地環境が低下した。そのため流域の工業は衰退した。また、木材の輸送が盛んになったために貯木場（木材置き場）になりつつあって本来の役割を果たしていなかった。これにより樹皮がヘドロ化して堆積して悪臭を放ち、蚊やハエの発生源と化し、市民からは邪魔者扱いされる様になった。県は1979年3月4日に運河の半分を埋め立てて富山市中心部と国道8号をつなぐ幅25mの道路や緑地、公共施設、工場などを建設する計画を発表した。しかし県は1984年に、むしろこれをいかして運河を中心とした街づくりを目指すため残すことを発表した。
そして、1988年、富山駅北地区の新都市拠点整備事業「とやま都市MIRAI計画」が始まり、富岩運河環水公園の工事が始まった。1997年7月1日、富岩運河環水公園が開園。市民の憩いの場となっている。2007年3月22日、富岩運河環水公園内に小運河と人工島「あいの島」が開園した。また、富岩運河環水公園から中島閘門間の脇には遊歩道や休憩所が整備され、かつてのゴミ捨て場から市民の憩いの場所へと変わった。4月から11月にかけて運河には遊覧船が就航している。
2023年（令和5年）現在、富岩運河沿い約7Kｍに渡り、エドヒガン、コシノヒガン、オオシマザクラなど桜の樹木1000本を植樹し、新たな桜並木の名所となるよう計画が進められている。なおコンセプトは、エドヒガンを中心に植樹することから「千年の桜並木が連なる運河」である。

## 流域の観光名所

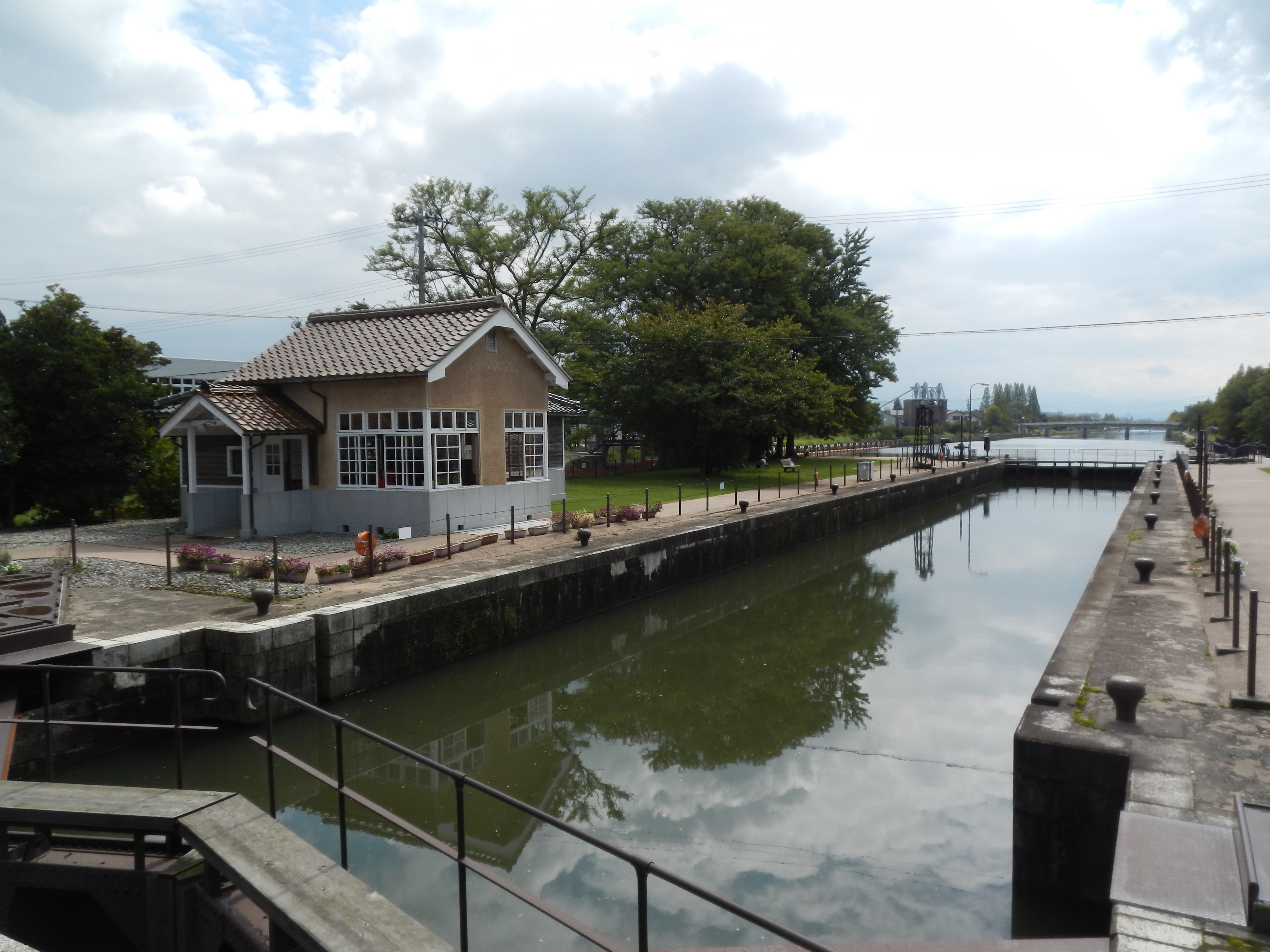
中島閘門

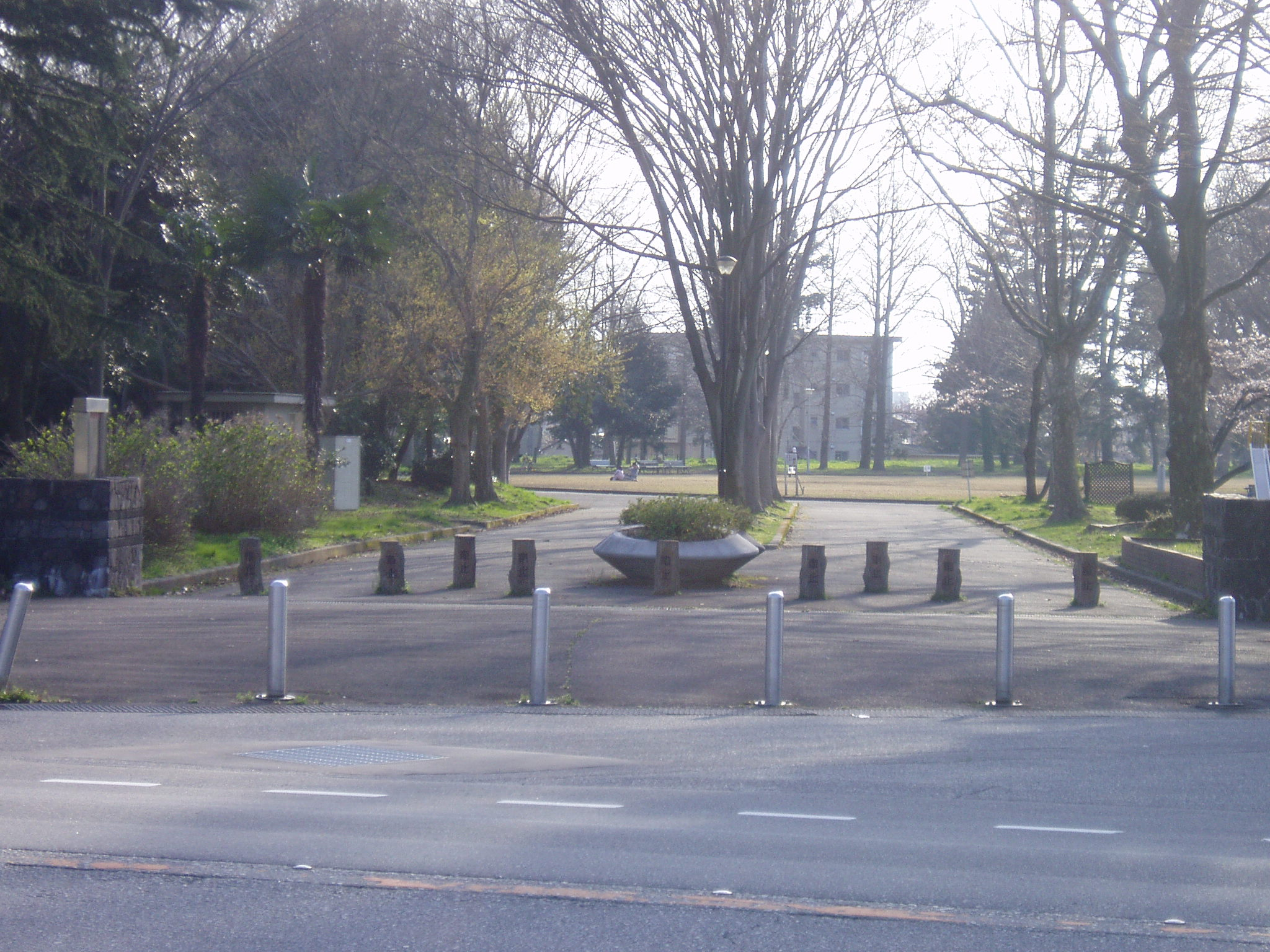
蓮町公園。前の道路は県道30号

- 富岩運河環水公園 - 運河最上流部（南端）にあり、かつては船溜まりとして富山港へ向かう船がたくさん停泊していた。今ではボート教室、自然観察会などの行事が盛んに行われている[9]。また、運河遊覧観光船の富岩水上ライン乗り場もこちらにある。
- 中島閘門（重要文化財） - 河口より約3.1Kmの位置に1930年（昭和5年）に着工し、1934年（昭和9年）に完成。原形復元修理を1998年（平成10年）に完了した。閘門、放水路、周辺の土地等は1998年（平成10年）5月1日に「富岩運河水閘施設」の名称で昭和の土木構造物として全国初の国の重要文化財に指定されている。上流と下流の水面の約2.5メートルの高低差を克服するためにパナマ運河式の閘門設備を持つ、現在も運用されている閘門である。富山地方鉄道富山港線越中中島駅から徒歩15分。
- 牛島閘門（登録有形文化財） - 富岩運河環水公園の近くのいたち川と富岩運河の船溜まり間にある運用可能な閘門。2002年（平成14年）6月25日に国の登録有形文化財に登録されている。船が航行できるように水を約60cm調節できるようになっている。富岩運河環水公園の建設に伴って一度取り壊されたが、2001年（平成13年）に復元された。
- 蓮町公園（通称：馬場記念公園） - 東岩瀬の廻船問屋である馬場はるの寄付金のもと1923年に設立された旧制富山高校（現富山大学）があった場所である。ゲートボールもできる広場や遊具、野球場、テニスコートなどがある。富山地方鉄道富山港線蓮町（馬場記念公園前）駅前の信号で県道30号を横断してすぐのところにある。
- 官立富山薬学専門学校跡地 - 1920年から1951年まで存在し、現在の富山大学薬学部である。上流の奥田寿町公園内にあって記念碑もある。

## 富岩水上ライン運河クルーズ

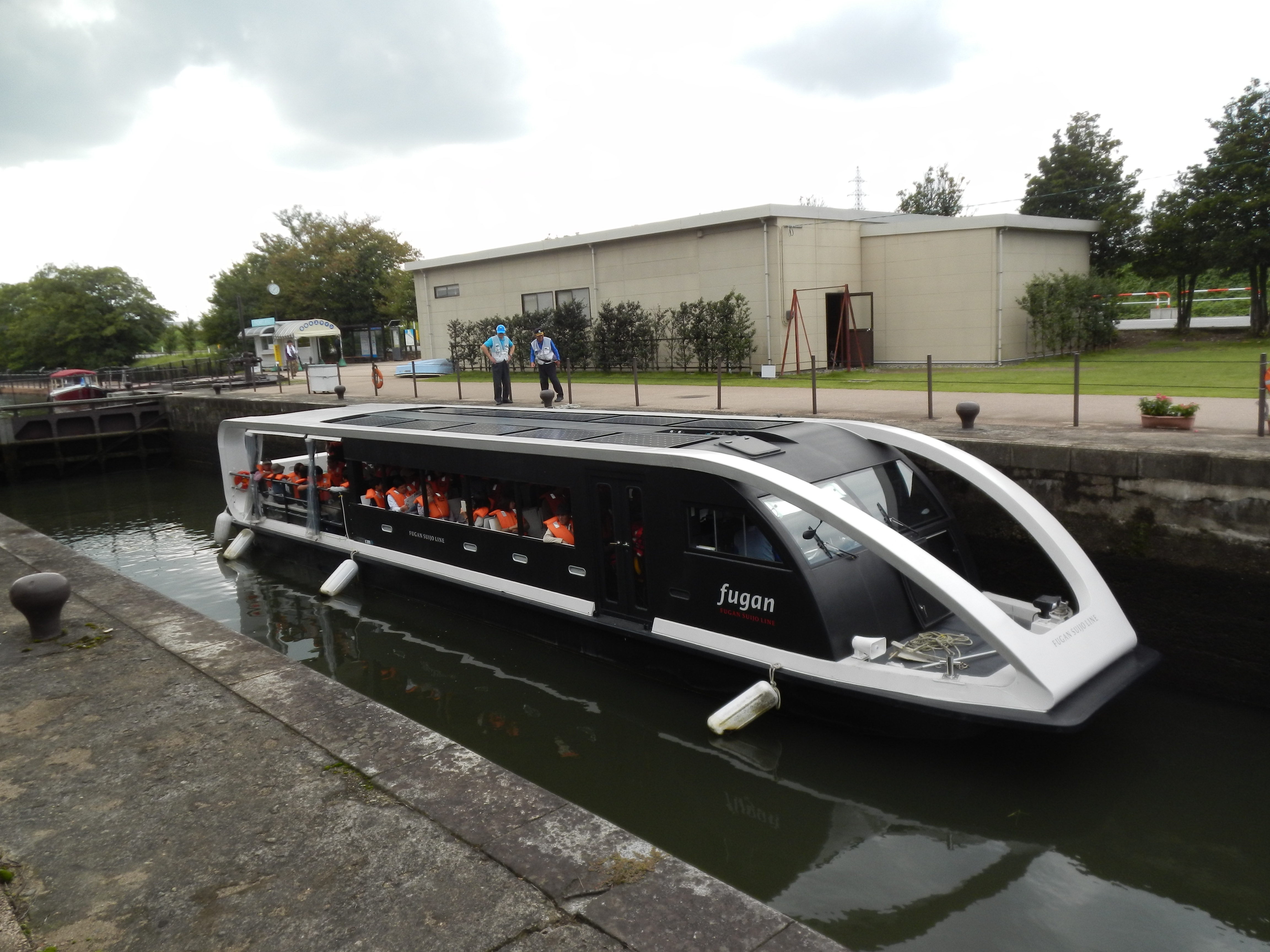
ソーラー船「fugan」

富岩運河を船で遊覧する「富岩水上ライン」が3月下旬から11月下旬のほぼ毎日（平日に運休日あり）、富岩運河環水公園及び河口側（岩瀬カナル会館裏）より学習支援船運営委員会により定期運行されている。使用される船は環境に考慮し太陽光を利用するソーラー船「sora（そら）」（定員55人）と、2015年3月26日に就航したソーラー船「fugan（ふがん）」（定員55人）、バッテリーとモーターで動く電気ボートの「もみじ」（定員11人）、2019年3月23日に就航したソーラー船「kansui（かんすい）」（定員55人）の4隻が使用される。運行コースも何種類かあり、閘門操作室の見学と、乗船したまま水位2.5mの水上エレベーターといわれる、高低差を実際に体験できる中島閘門を通過するコースや、片道に富山ライトレールを併用し還水公園と岩瀬地区を往復するコースなどがある。また平日の臨時運行や団体予約向けの運行のほか、お花見時期の特別運行などが行なわれ観光スポットのひとつとなっている。
2007年6月から富山市が富山観光遊覧船株式会社に委託して松川にある遊覧船を利用して「富岩運河チャータークルーズ」の運行を開始。富岩運河・中島閘門わくわくクルーズ、富岩運河ディナークルーズの2種類のコースがあり、原則、乗船日の3日前までに予約制で料金前納制であった。その後2009年7月より富岩水上ラインとして定期運行を開始した。また平日の定期運行は2015年より運行された。2017年の初運行日である2017年3月25日に、乗船客が20万人を超えた。

## 水質･底質汚染
富岩運河では流域に工場が建設されたことによって高度経済成長期までは運河に工場の排水がそのまま流されていた。そのため上流ではヘドロが堆積し、船での航行が出来なくなった。水質調査を行うと、ダイオキシンの濃度が環境基準を大幅に超えていた。また、流域の井戸の水質も悪化し、飲んではいけない基準を超えていた。これを受けて富山市はヘドロの除去やごみ拾いなどを行い、水質を改善させようとした。
市が行った平成18年度の水質調査によると下流の千原崎では浮遊物質（SS）が3mg/l、溶存酸素（DO）が8mg/l、75パーセント生物化学的酸素要求量（BOD）が1.0mg/lと環境省の環境基準では良い方である。しかし、上流の方はこれより水質が悪く、県が行った平成18年度のダイオキシン類環境調査によると千原崎でのダイオキシン濃度は1.1pg-TEQ/Lで依然環境基準の1.0pg-TEQ/Lを超えている。
富山県は委員会を設置し、底質汚染対策工法やその費用負担について検討している。

## 橋梁
※岩瀬港から富山駅方面へ
- 萩浦小橋（国道415号）
- 千原崎橋

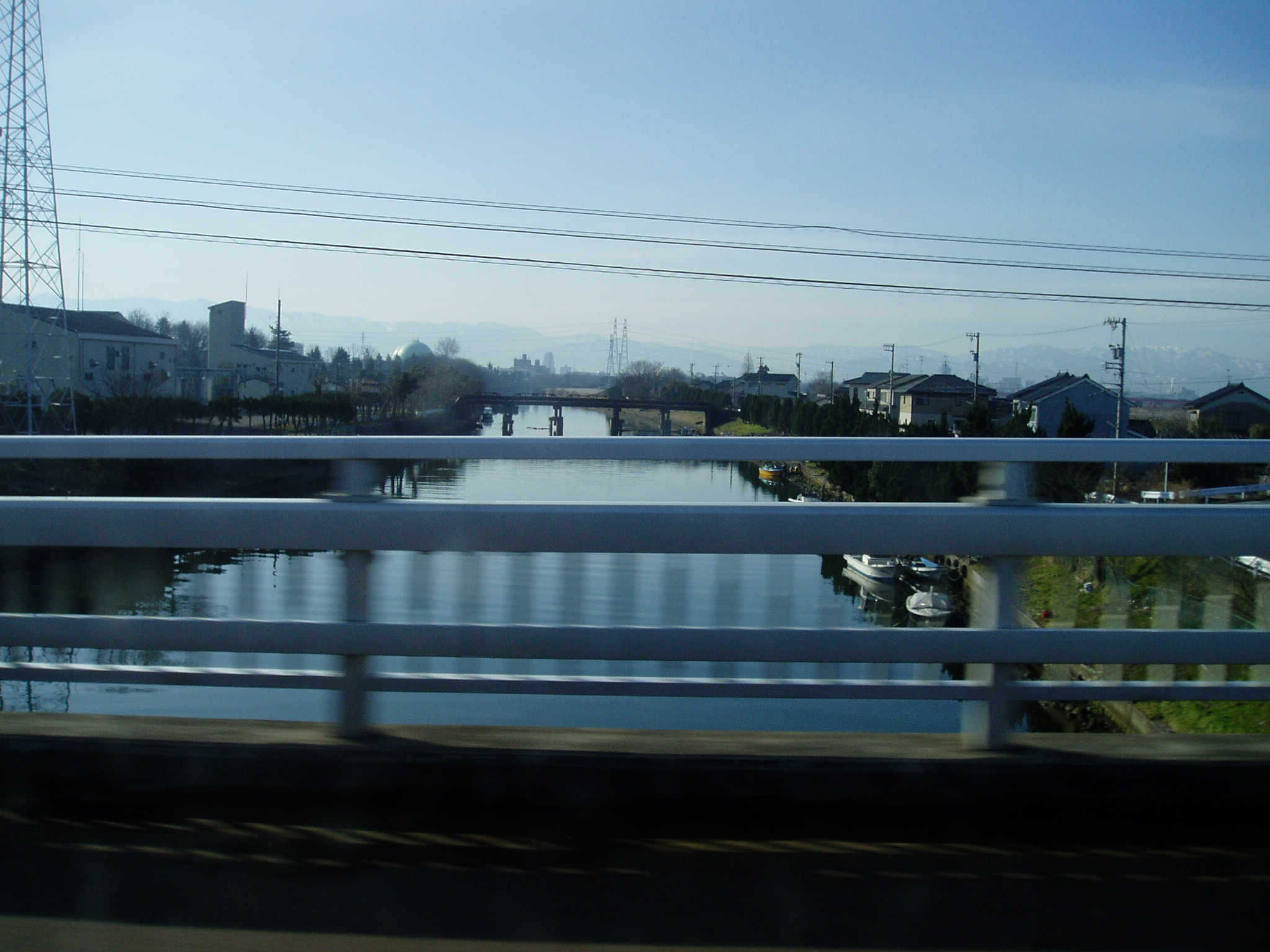
萩浦小橋から撮影した富岩運河

- 新上野新橋（木材置き場につながるだけで行き止まりである。）
- 上野新橋
- 富岩運河橋（国道8号）
- 中島橋（中島閘門・自動車は通行止）
- 永代橋
- 大島橋
- 下新橋
- 木場橋
- 天門橋（富岩運河環水公園船着場）

## 流入水路
- がめ川

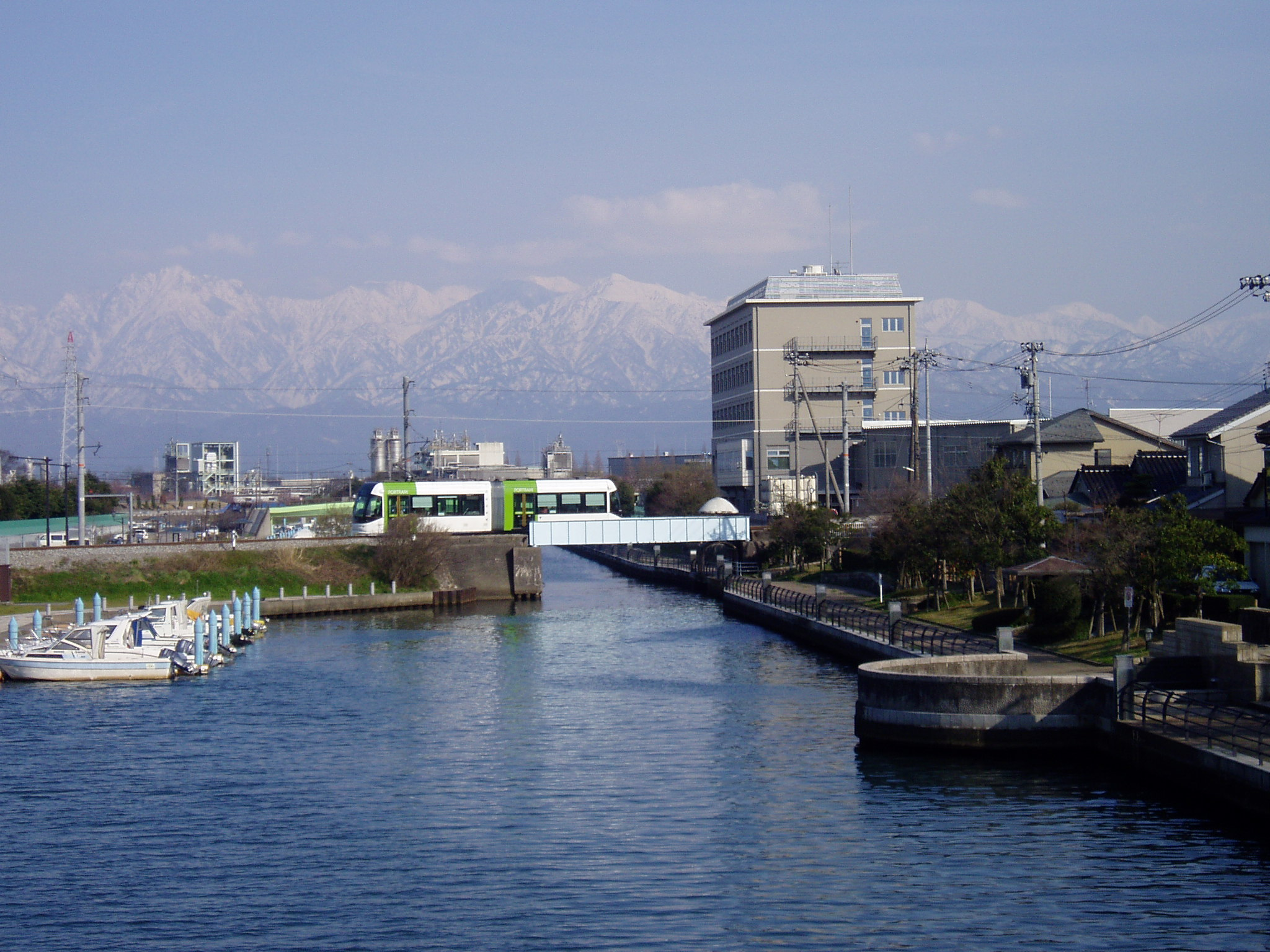
岩瀬運河。富山ライトレール（現富山地方鉄道富山港線）と立山連峰を背景に撮影。

- 住友運河 - 岩瀬スポーツ公園付近から流れていて、かっては岩瀬スポーツ公園付近には多くの木材が置かれていた。

以上の他にも、直接流入しているわけではないが、岩瀬運河が岩瀬港（富山港）に流入している。中程に岩瀬カナル会館があり、マリーナ施設もあるため釣り用の船舶が多く停泊している。

## 富岩運河に関する画像集

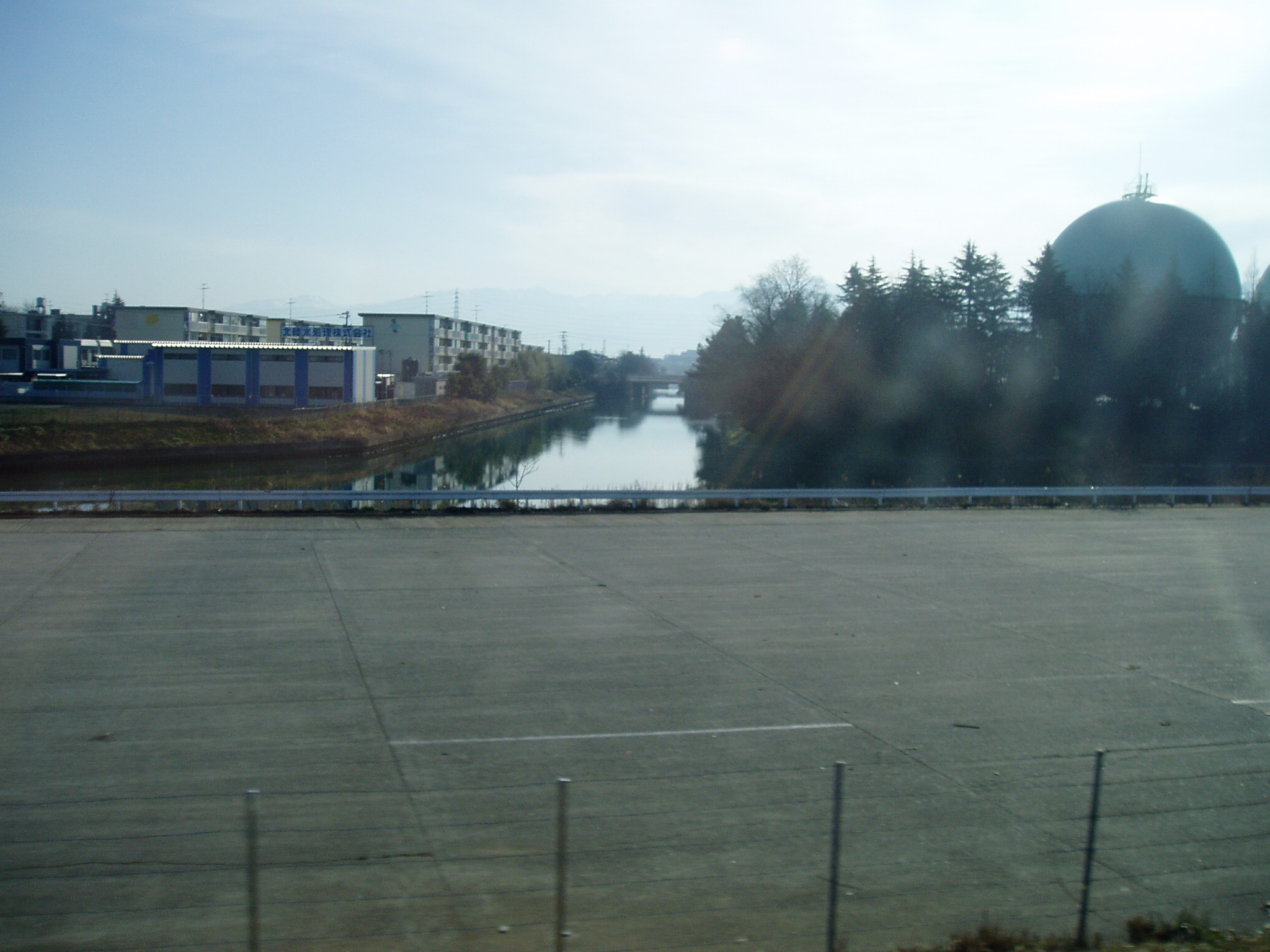
富岩運河と合流する住友運河
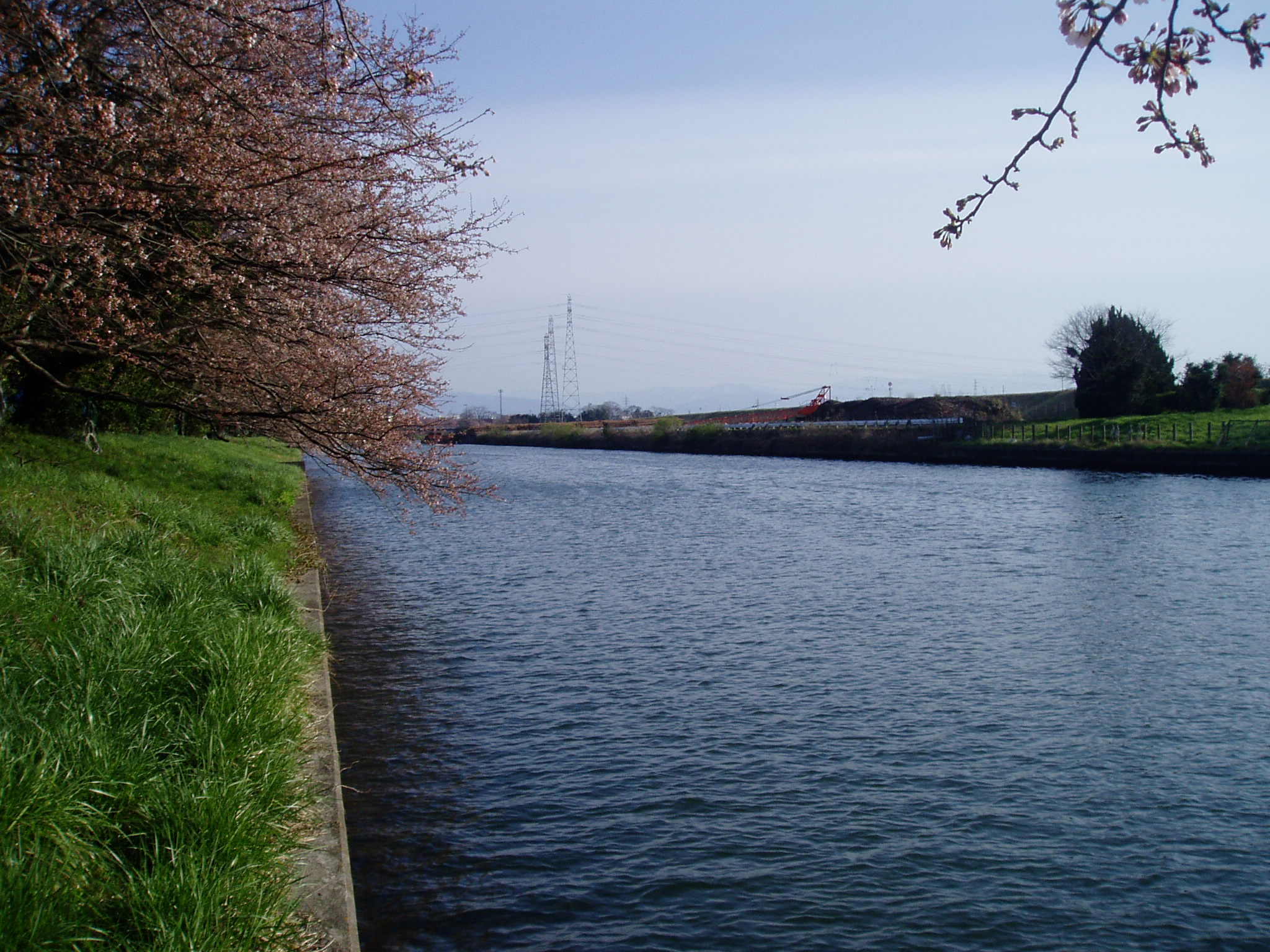
蓮町公園の近くから撮影した富岩運河
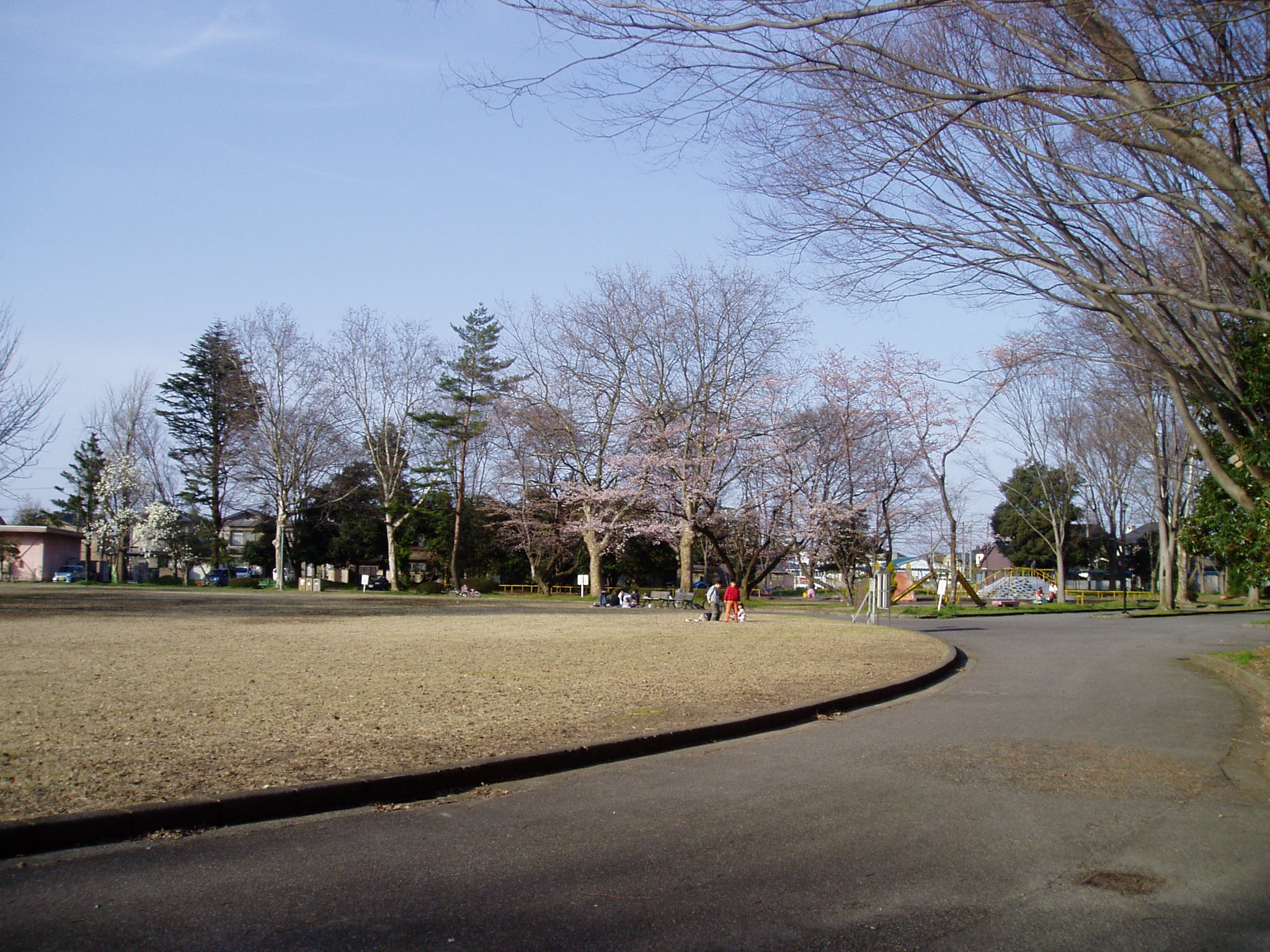
蓮町公園の広場と遊具
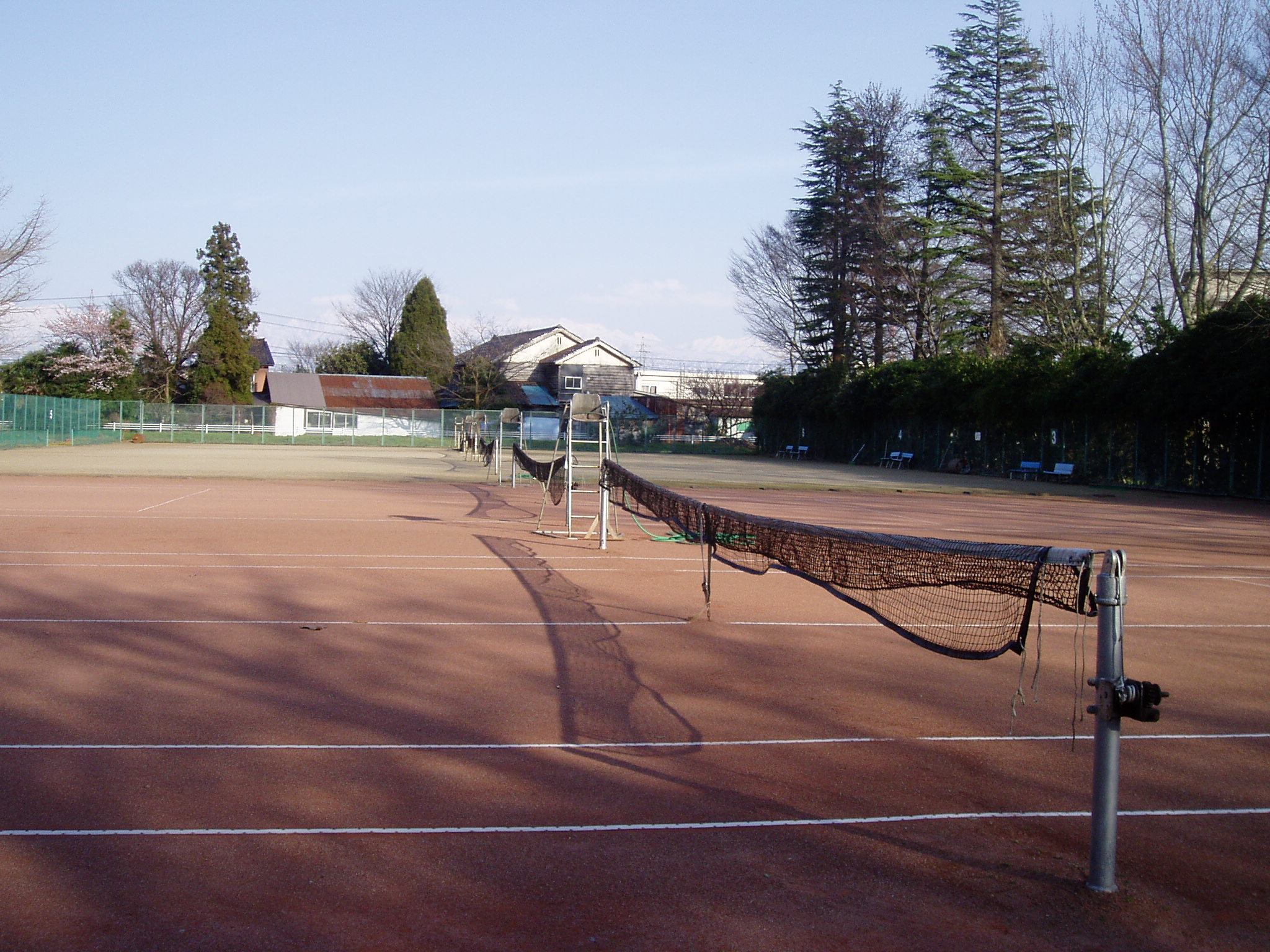
蓮町公園テニスコート
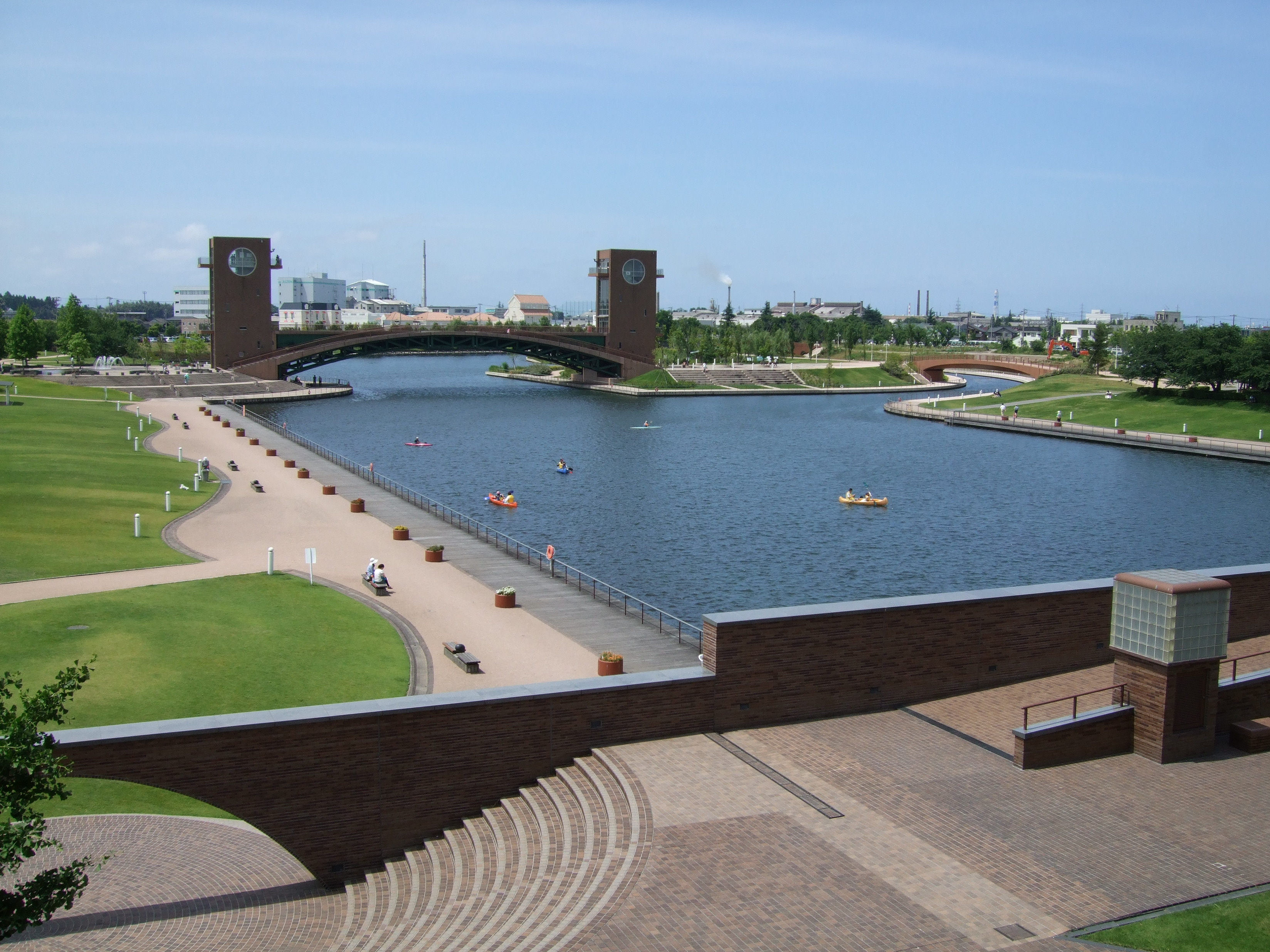
富岩運河環水公園